# Герстер, Этелька
Этелька Герстер (венг. Gerster Etelka; 25 июня 1855, Кошице, Австрийская империя — 20 августа 1920, Сассо-Маркони, Италия) — венгерская оперная певица (сопрано) и музыкальный педагог.

## Биография
Этелька Герстер родилась 25 июня 1855 года в Кошице. Училась у Матильды Маркези де Кастроне. Дебютировала в Италии в 1876 году в опере «Риголетто» Джузеппе Верди. Исполняла партию Джильды, на которую была приглашена по рекомендации самого Верди.
В следующем году пела в Лондоне (Лючия, «Царица ночи», Амина в «Сомнамбуле» В. Беллини).
В 1878 году с огромным успехом выступала в Музыкальной академии в Нью-Йорке, где считалась одной из ведущих певиц своего времени. В конце 1870-х годов пела с большим успехом на итальянской сцене в Санкт-Петербурге.
Среди партий также Виолетта, Розина, Маргарита, Эльза в «Лоэнгрине» Вагнера и другие.
Вскоре после рождения ребёнка потеряла голос и никогда больше не пел на оперной сцене.
С 1889 года жила в Берлине, где открыла школу пения, которой руководила до 1918 года. Среди её учеников были Клара Батт, Тереза Бер-Шнабель, Илона Дуриго, Лотта Леман,  Лула Мыш-Гмайнер и многие другие.
В 1918 году уехала в Италию.
Этелька Герстер умерла 20 августа 1920 года в Сассо-Маркони.